# Вяземский, Александр Алексеевич
Князь Алекса́ндр Алексе́евич Вя́земский (3 [14] августа 1727 — 9 [20] января 1793) — один из доверенных сановников Екатерины II, в качестве генерал-прокурора Сената следивший за расходованием казённых средств и имевший репутацию неподкупного.

## Биография
Родился 3 (14) августа 1727 года. Он принадлежал к княжескому роду, ведущему своё начало от внука Владимира Мономаха — князя Ростислава Мстиславича. В двадцатилетнем возрасте Александр Алексеевич окончил Сухопутный шляхетский корпус. Во время Семилетней войны с Пруссией участвовал не только в баталиях русской армии, но и в выполнении некоторых тайных (надо полагать, разведывательных) поручений командования, едва не стоивших ему жизни. К концу войны А. А. Вяземский занимал уже должность генерал-квартирмейстера и был хорошо известен молодой императрице Екатерине II. В декабре 1762 года она именно ему поручила «улаживание отношений» между бунтующими крестьянами и их хозяевами на уральских заводах. Он почти год занимался этим делом. В декабре 1763 года он был отозван с Урала, а на его место направлен генерал-майор А. И. Бибиков, закончивший начатую Вяземским миссию.

## Генерал-прокурор
3 (14) февраля 1764 года Екатерина II, убедившись в исключительной честности князя Вяземского, назначила его генерал-прокурором Сената. Она лично написала его «секретнейшее наставление», в котором четко определила его обязанности. Императрица напоминала А. А. Вяземскому, что генерал-прокурор должен быть совершенно откровенен с государем, поскольку «по должности своей обязывается сопротивляться наисильнейшим людям», и в этом только власть императорская «одна его подпора». Она подчеркивала, что не требует от него «ласкательства», но «единственно чистосердечного обхождения и твердости в делах». Екатерина II предостерегала генерал-прокурора от ввязывания в интриги при дворе и предлагала иметь только «единственно пользу отечества и справедливость в виду, и твердыми шагами идти кратчайшим путём к истине».

А. А. Вяземский, надо полагать, строго придерживался данного ему наставления и пользовался полным доверием императрицы, что позволило ему не только удерживать высший прокурорский пост в течение почти 29 лет, но и значительно расширить свои полномочия. Если в начале карьеры он возглавлял Сенат, а также наблюдал за продажей соли и вина в империи, то с 1780-х годов уже прочно удерживал в своих руках не только юстицию, но также финансы и внутренние дела. Именно он впервые в России ввел строгую отчетность в финансовых делах, а также стал четко учитывать доходы и расходы за год. 

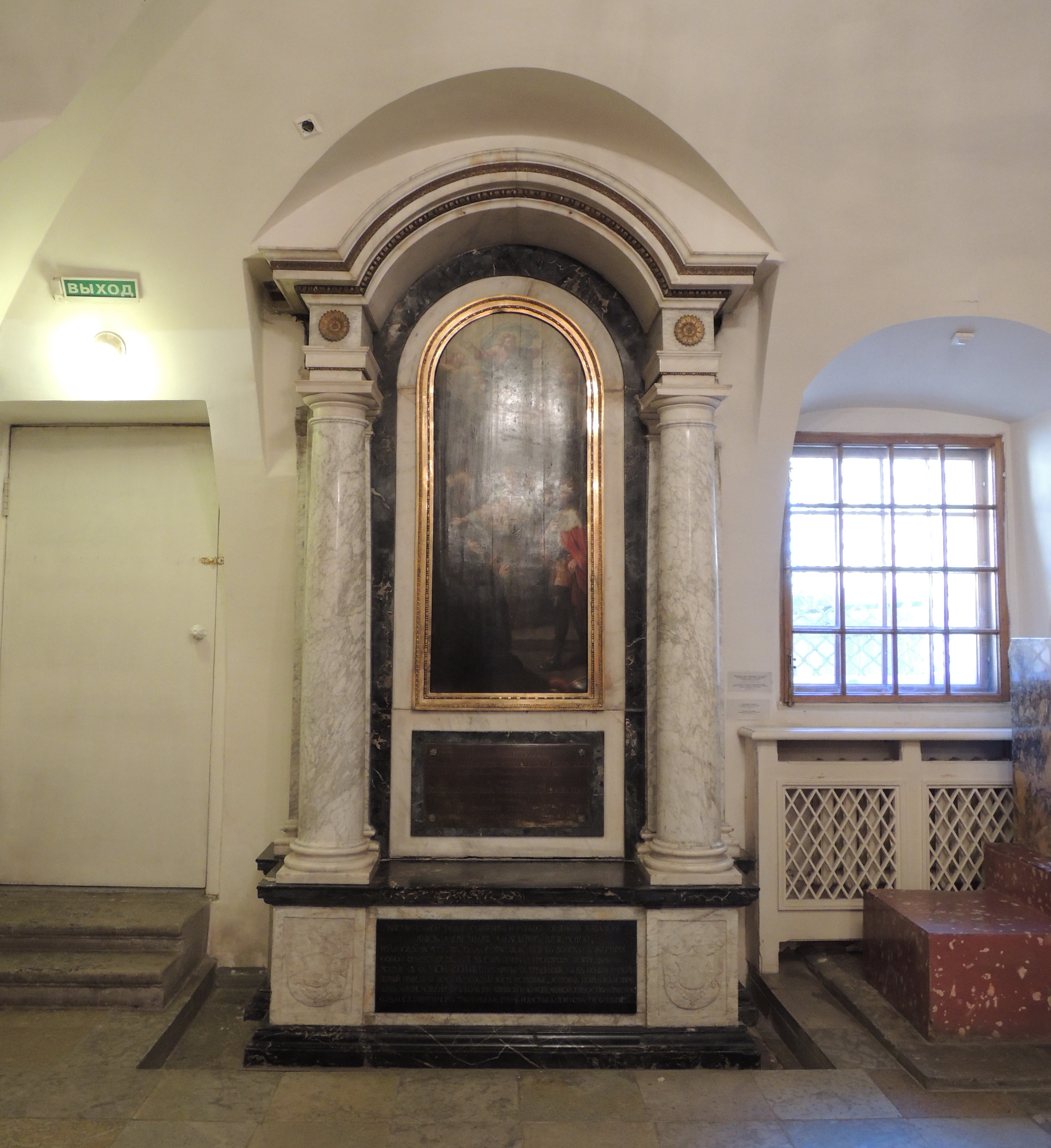
Надгробие четы Вяземских

Генерал-прокурор теперь почти единолично руководил всесильной Тайной экспедицией, и через его руки прошли почти все известные политические дела царствования Екатерины II: Е. Пугачева, А. Н. Радищева, Н. И. Новикова и других лиц. При нём развернул свою активную сыскную деятельность главный «кнутобоец» или, как называл его А. С. Пушкин, «домашний палач кроткой Екатерины» С. И. Шешковский, имевший, по выражению императрицы, «особливый дар производить следственные дела».
А. А. Вяземский, в отличие от своего предшественника, деятельно руководил подчиненными ему прокурорами. При нём были введены в действие «Учреждения для управления губерний» (1775 год), которые подробно регламентировали права и обязанности местной прокуратуры.
За «прилежания, усердия и ревность к пользе службы» он был удостоен множества наград, получив, в частности, ордена Св. Андрея Первозванного (1773), Св. Александра Невского, Св. Анны, Св. Владимира 1-й степени (1782), Белого Орла. А. А. Вяземский имел воинский чин генерал-поручика и гражданский — действительного тайного советника.
В сентябре 1792 года А. А. Вяземский по болезни вышел в отставку, причем выполняемые им многочисленные обязанности Екатерина II возложила на нескольких человек. Д. Н. Бантыш-Каменский писал о нём так: «Князь Вяземский отличался верностию своею престолу, бескорыстием, был чрезвычайно трудолюбив, умел избирать достойных помощников; враг роскоши, но скуп и завистлив, как отзывались о нем современники».
Князь Вяземский скончался от паралича 9 (20) января 1793 года; скромный надгробный памятник можно видеть в Благовещенской церкви Александро-Невской лавры. Выстроенную им под Петербургом усадьбу Мурзинка унаследовала дочь Анна, а затем её внук Антон Апраксин.
|                                 |  |                                                           |  |                                               |
| Мыза Мурзинка (Александровское) |  | Усадебная церковь, выстроенная по заказу А. А. Вяземского |  | Интерьер дома Вяземского на Итальянской улице |

## Семья
С июля 1768 года князь Вяземский был женат на гораздо более молодой княжне Елене Никитичне Трубецкой (1745—1832), дочери елизаветинского генерал-прокурора Никиты Юрьевича Трубецкого. По случаю бракосочетания получил в приданое село Александровское на берегу Невы, где возвёл известную церковь «Кулич и Пасха». Супруга Вяземского была статс-дамой, но Екатерина II не любила её. Пережив мужа почти на сорок лет, княгиня Елена Никитична занимала почётное место среди петербургской аристократии. В семье генерал-прокурора выросли четыре дочери:
- Екатерина Александровна (1769—1824), с 1789 года в замужестве за графом Д. А. Толстым (1754—1832).
- Анна Александровна (1770—1840), наследница Мурзинки-Александровского, c 1788 года жена неаполитанского посланника в Петербурге герцога Антонио Мореска Серра-Каприола (1750—1822).
- Прасковья Александровна (1772—1835), с 1790 года жена графа Д. А. Зубова (1766—1849).
- Варвара Александровна (20.05.1773—27.09.1849), родилась в Петербурге, крещена в Исаакиевском соборе; крестница князя Г. Г. Орлова и бабушки Татьяны Вяземской[3]. С 1791 года в браке с датским посланником бароном Нильсом Розенкранцем (1757—1824)[4], позднее ставшим премьер-министром Дании. Умерла в Копенгагене.

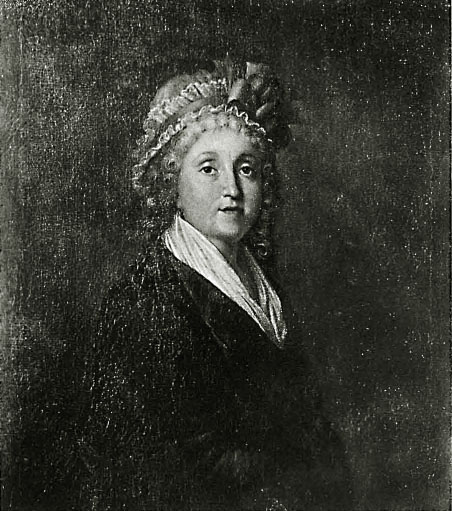
Елена Никитична
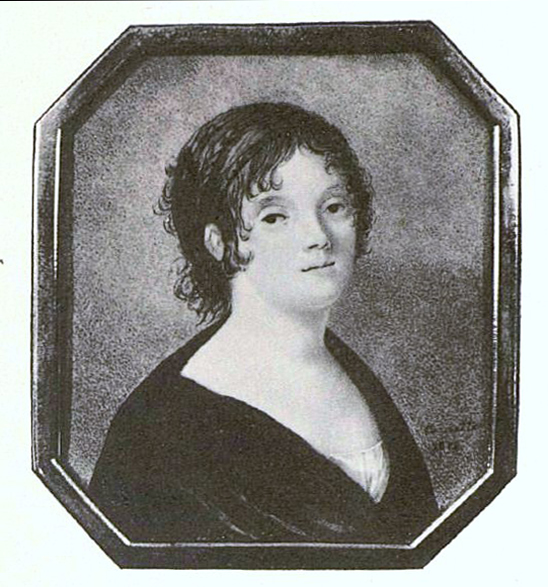
Екатерина
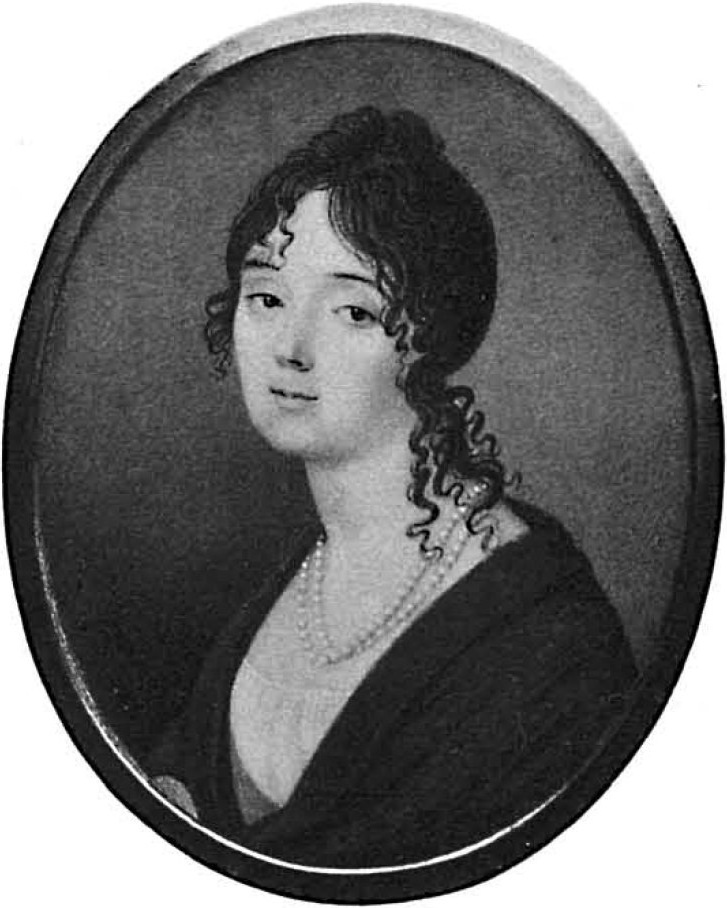
Анна
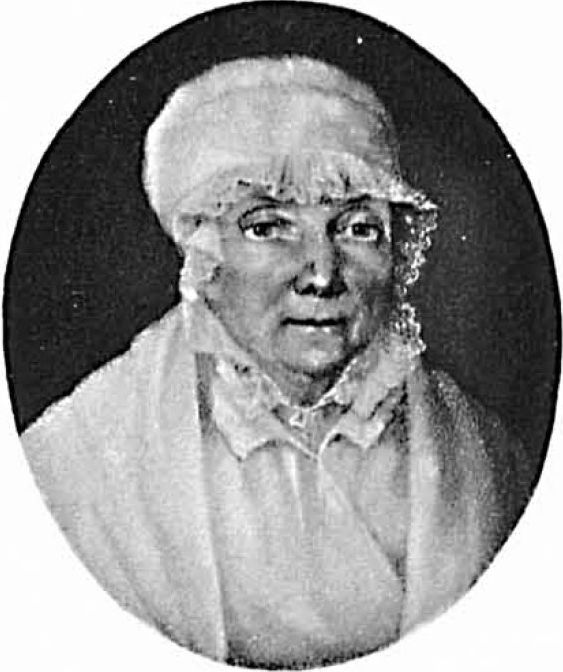
Прасковья
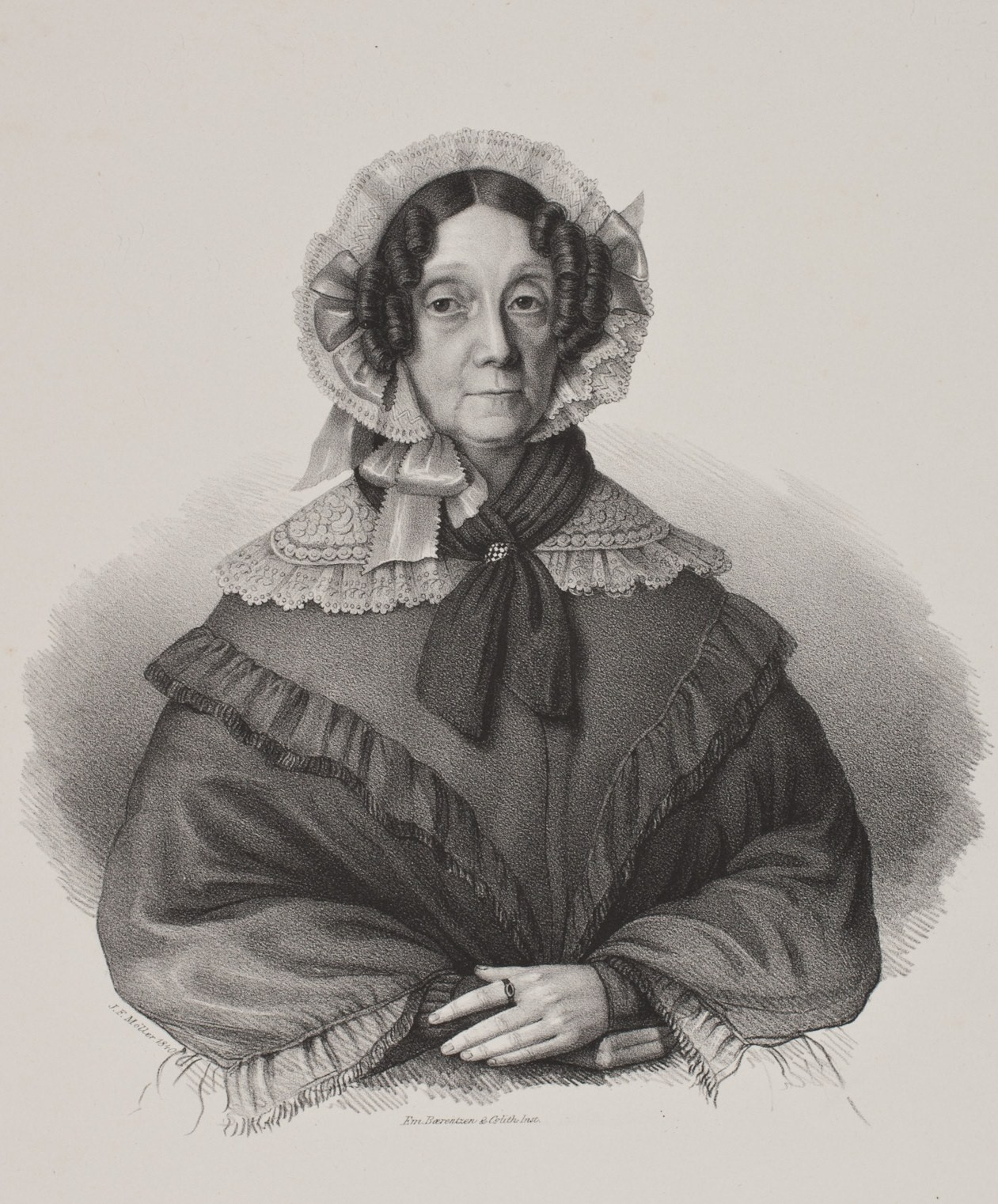
Варвара